# Frederikke Amalie af Danmark
Frederikke Amalie af Danmark og Norge (11. april 1649 – død 30. oktober 1704) var en dansk prinsesse, der var hertuginde af Slesvig-Holsten-Gottorp fra 1667 til 1695. Hun var datter af kong Frederik 3. af Danmark og Norge og dronning Sophie Amalie af Danmark og Norge. Hun blev gift med hertug Christian Albrecht af Holsten-Gottorp.

## Biografi
Frederikke Amalie blev født den 11. april 1649 på Duborg Slot i Flensborg som den anden datter af kong Frederik 3. i hans ægteskab med Sophie Amalie af Braunschweig-Lüneburg, datter af hertug Georg af Braunschweig-Lüneburg. Hendes far var blevet kronet til konge af Danmark og Norge den 23. november 1648, cirka fem måneder før hun blev født.
Hun blev gift den 24. oktober 1667 på Glücksborg Slot med hertug Christian Albrecht af Slesvig-Holsten-Gottorp. De fik fire børn.
Hertuginde Frederikke Amalie døde den 30. oktober 1704 på slottet i Kiel.

## Ægteskab og børn
Frederikke Amalie giftede sig den 24. oktober 1667 på Glücksborg Slot med Hertug Christian Albrecht af Slesvig-Holsten-Gottorp (1641–1695), søn af Hertug Frederik 3. af Slesvig-Holsten-Gottorp og Marie Elisabeth af Sachsen. I ægteskabet blev der født fire børn:
| Navn                             | Født                             | Død                              | Bemærkninger                                                                                     |
| Med Frederikke Amalie af Danmark | Med Frederikke Amalie af Danmark | Med Frederikke Amalie af Danmark | Med Frederikke Amalie af Danmark                                                                 |
| -------------------------------- | -------------------------------- | -------------------------------- | ------------------------------------------------------------------------------------------------ |
| Sophie Amalie                    | 19. januar 1670                  | 27. februar 1710                 | Gift 7. juli 1695 med Hertug August Vilhelm af Braunschweig-Wolfenbüttel                         |
| Frederik 4.                      | 18. oktober 1671                 | 19. juli 1702                    | Hertug af Slesvig-Holsten-Gottorp 1695–1702 Gift 12. maj 1698 med Hedvig Sofia af Sverige        |
| Christian August                 | 11. januar 1673                  | 24. april 1726                   | Fyrstbiskop af Lübeck 1705–1726 Gift 2. september 1704 med Albertine Frederikke af Baden-Durlach |
| Marie Elisabeth                  | 21. marts 1678                   | 17. juli 1755                    | Abbedisse i Quedlinburg 1718–1755                                                                |

## Efterkommere
Frederikke Amalie blev tipoldemor til den russiske kejserinde Katarina den Store gennem sønnen Christian August. Samtidig blev hun tipoldemor til Katharinas ægtemand, kejser Peter 3. af Rusland gennem sønnen Frederik. I tillæg blev hun bedstemor på fædrene side til kong Adolf Frederik af Sverige.